# Deportivo Quiriguá
Club Deportivo Quiriguá – gwatemalski klub piłkarski z siedzibą w mieście Los Amates, w departamencie Izabal. Występuje w rozgrywkach Tercera División. Domowe mecze rozgrywa na obiekcie Estadio La Histórica.

## Historia
Przez całą swoją historię klub występował w niższych ligach gwatemalskich. W drugiej lidze grał w latach 2012–2013 i 2014–2018. Podczas gry na zapleczu najwyższej klasy rozgrywkowej zmagał się z poważnymi problemami finansowymi. W 2018 zawodnicy klubu nie stawili się na ostatni mecz sezonu, protestując przeciwko zaległościom w wypłatach sięgających trzech miesięcy. Bezpośrednio po tym klub spadł z drugiej ligi.
Nazwa klubu pochodzi od prekolumbijskiego miasta Majów o nazwie Quiriguá, które znajdowało się na terenie obecnej gminy Los Amates.

## Trenerzy
- Hugo Morales (2012)[3]
- René León (2014)[4]
- Ángel Orellana (2015)[5]
- Sergio Najarro (2017)[6]